# 8 август
8 август е 220-ият ден в годината според григорианския календар (221-ви през високосна). Остават 145 дни до края на годината.

## Събития
- 1709 г. – В Португалия е извършен първият успешен опит за полет с балон, изпълнен с топъл въздух.
- 1786 г. – С покоряването на връх Монблан Жак Балма и Мишел Пакар поставят началото на съвременния алпинизъм.
- 1815 г. – Наполеон I Бонапарт напуска завинаги Франция, за да изтърпи заточение на остров Света Елена, където умира.
- 1876 г. – Томас Едисън патентова мимеографа, използван като технология при циклостила.
- 1886 г. – На 8 срещу 9 август е извършен преврат в България от група офицери русофили, които заставят княз Александър I Батенберг да се откаже от престола.
- 1918 г. – Първата световна война: Започва битката за Амиен, в която войските на Антантата настъпват срещу 20 германски дивизии.
- 1929 г. – Германският дирижабъл Граф Цепелин започва околосветски полет, излитайки от Лейкхърст (край Ню Йорк), с 3 междинни кацания (Фридрихсхафен, Токио и Лос Анджелис) и преодолява разстоянието от 34 хил. км за 20 денонощия.
- 1937 г. – Официално е открит Паметникът на загиналите във войните в град Чепеларе от Пловдивския митрополит Максим, в присъствието на Васил Дечев и други видни граждани и общественици.
- 1941 г. – Втората световна война: Съветската авиация извършва първите бомбардировки над Берлин.
- 1944 г. – Започва мисията на Стойчо Мошанов за сключване на мир с Великобритания и САЩ.
- 1945 г. – Втората световна война: СССР обявява война на Япония и навлиза в Манджурия.
- 1946 г. – В България е приет Закон за трудово мобилизиране на безделниците и празноскитащите.

- 1949 г. – Бутан става независима от Великобритания държава.
- 1956 г. – В мината Боа дю Казие става най-тежкият инцидент в историята на белгийската добивна промишленост.
- 1963 г. – Извършен е т. нар. „Голям влаков обир“ във Великобритания от пощенски влак по линията Глазгоу – Лондон; откраднати са 2,6 млн. британски лири.
- 1965 г. – Във Варна е открит Първи балкански филмов фестивал.
- 1967 г. – Учредена е Асоциацията на страните от Югоизточна Азия (АСЕАН).
- 1969 г. – В Милано избухват няколко бомби, поставени във влакове от крайно десни терористи.
- 1974 г. – Президентът на САЩ Ричард Никсън подава оставка заради аферата Уотъргейт.
- 1989 г. – Космическата совалка Колумбия е изстреляна в космоса на 5-дневна тайна военна мисия.
- 1990 г. – Президентът на Ирак Саддам Хюсеин анексира Кувейт и го обявява за иракска провинция.
- 1991 г. – Край Константинов (Полша) пада най-високата изградена дотогава конструкция – мачтата на Полското национално радио (646,38 м).
- 2004 г. – Състои се премиерата на индийския филм Аз намерих някого.
- 2008 г. – Откриване на Летни олимпийски игри в Пекин.
- 2008 г. – Грузия започва война в Южна Осетия.

## Родени
- 1694 г. – Франсис Хътчисън, ирландски и шотландски философ († 1746 г.)
- 1748 г. – Йохан Фридрих Гмелин, германски учен († 1804 г.)
- 1754 г. – Луиджи Маркези, италиански певец-кастрат († 1829 г.)
- 1825 г. – Алайос Кароли, австро-унгарски дипломат († 1889 г.)
- 1831 г. – Николай Николаевич, велик княз на Русия († 1891 г.)
- 1843 г. – Христо Танев Стамболски, български лекар-анатом († 1932 г.)
- 1851 г. – Георги Кандиларов, български просветен деец († 1943 г.)
- 1858 г. – Петър Пешев, български политик († 1931 г.)
- 1877 г. – Илия Балтов, български военен и революционер († 1934 г.)
- 1879 г. – Робърт Холбрук Смит, американски лекар, основател на метода анонимни алкохолици († 1950 г.)
- 1879 г. – Емилиано Сапата, мексикански революционер († 1919 г.)
- 1881 г. – Алберт Кеселринг, германски военачалник († 1960 г.)
- 1881 г. – Паул Лудвиг Евалд фон Клайст, германски военачалник († 1954 г.)
- 1901 г. – Ърнест Лорънс, американски физик, лауреат на Нобелова награда за физика през 1939 г. († 1958 г.)
- 1902 г. – Пол Дирак, британски физик, Нобелов лауреат през 1933 г. († 1984 г.)
- 1904 г. – Сергей Бирюзов, съветски военен деец, маршал († 1964 г.)
- 1907 г. – Бени Картър, американски музикант и композитор († 2003 г.)
- 1920 г. – Александър Пипонков, български партизанин († 1944 г.)
- 1920 г. – Сава Ганчев, български офицер († 1944 г.)
- 1922 г. – Алберто Гранадо, аржентински и кубински доктор, писател и учен († 2011 г.)
- 1925 г. – Алия Изетбегович, босненски политик († 2003 г.)
- 1931 г. – Александър Баров, български архитект († 1999 г.)
- 1931 г. – Роджър Пенроуз, английски физик
- 1932 г. – Зито, бразилски футболист († 2015 г.)
- 1937 г. – Дъстин Хофман, американски актьор
- 1940 г. – Денис Тито, американски бизнесмен, първият космически турист
- 1941 г. – Николай Поляков, български режисьор
- 1943 г. – Есма Реджепова, македонска певица († 2016 г.)
- 1948 г. – Светлана Савицка, руска космонавтка
- 1951 г. – Луис ван Гаал холандски футболист
- 1951 г. – Пламен Цветков български историк († 2015 г.)
- 1951 г. – Мартин Брест, американски режисьор, сценарист, продуцент и актьор
- 1953 г. – Найджъл Менсъл, пилот от Формула 1
- 1955 г. – Херберт Прохаска, австрийски футболист
- 1956 г. – Биргит Вандербеке, немска писателка († 2021 г.)
- 1957 г. – Орлин Горанов, български естраден и оперен певец
- 1958 г. – Христо Тодоров, български философ
- 1959 г. – Леонид Юдасин, израелски шахматист
- 1961 г. – Дейв „Едж“ Евънс, британски китарист
- 1962 г. – Ралф Рикерман, немски музикант
- 1964 г. – Клаус Ебнер, австрийски писател
- 1967 г. – Владимир Василев, руски писател
- 1968 г. – Тодор Праматаров, български футболист
- 1972 г. – Люпус Тъндър, американски музикант
- 1974 г. – Брайън Харви, британски певец
- 1978 г. – Александер Бугера, германски футболист
- 1978 г. – Луи Саа, френски футболист
- 1981 г. – Роджър Федерер, швейцарски тенисист
- 1981 г. – Харел Скаат, израелски певец
- 1985 г. – Ференц Беркеш, унгарски шахматист
- 1986 г. – Катерина Бондаренко, украинска тенисистка
- 1989 г. – Сесил Каратанчева, българска тенисистка
- 1992 г. - Алберт Попов, български скиор
- 1998 г. – Шон Мендес, канадски певец и текстописец

## Починали
- 117 г. – Траян, римски император (* 53 г.)
- 1533 г. – Джироламо Фракасторо, италиански лекар (* 1478 г.)
- 1551 г. – Фрай Томас де Берланга, испански свещеник (* 1487 г.)
- 1616 г. – Корнелис Кетел, холандски художник (* 1548 г.)
- 1674 г. – Филип Станиславов, български епископ (* 1596 г./1610)
- 1746 г. – Франсис Хътчисън, ирландски и шотландски философ (* 1694 г.)
- 1827 г. – Джордж Канинг, британски политик (* 1770 г.)
- 1853 г. – Хьоне Вронски, полски философ (* 1778 г.)
- 1867 г. – Мария-Тереза Австрийска, кралица на Двете Сицилии (* 1816 г.)
- 1867 г. – Цветко Павлович, български революционер (* 1839 г.)
- 1879 г. – Имануел Херман Фихте, германски философ (* 1797 г.)
- 1897 г. – Якоб Буркхарт, швейцарски историк (* 1818 г.)
- 1900 г. – Емил Шкода, чешки предприемач (* 1839 г.)
- 1903 г. – Александър Ростковски, руски дипломат (* 1860 г.)
- 1908 г. – Йозеф Мария Олбрих, австрийски архитект (* 1867 г.)
- 1911 г. – Йордан Иванов, български революционер (* 1886 г.)
- 1914 г. – Илия Касев, български революционер (* ? г.)
- 1944 г. – Айно Акте, финландска певица (* 1876 г.)
- 1944 г. – Михаел Витман, германски офицер (* 1914 г.)
- 1947 г. – Антон Деникин, руски военачалник (* 1872 г.)
- 1950 г. – Николай Мясковски, руски композитор (* 1881 г.)
- 1959 г. – Лефтер Мечев, български революционер (* 1875 г.)
- 1966 г. – Богдан Кесяков, български дипломат (* 1886 г.)
- 1977 г. – Едгар Ейдриън, британски физиолог, Нобелов лауреат през 1932 г. (* 1889 г.)
- 1980 г. – Иван Буреш, български учен (* 1885 г.)
- 1990 г. – Васил Александров, български критик (* 1908 г.)
- 1991 г. – Валтер Цеман, австрийски футболист (* 1927 г.)
- 1991 г. – Джеймс Ъруин, американски астронавт (* 1930 г.)
- 1993 г. – Иван Будинов, български политик (* 1918 г.)
- 1994 г. – Леонид Леонов, руски писател (* 1899 г.)
- 1994 г. – Серж Льоклер, френски психоаналитик (* 1924 г.)
- 1996 г. – Невил Мот, британски физик, Нобелов лауреат през 1977 г. (* 1905 г.)
- 1998 г. – Ласло Сабо, унгарски шахматист (* 1917 г.)
- 2009 г. – Даниел Харке, испански футболист (* 1983 г.)
- 2010 г. – Патриша Нийл, американска актриса (* 1926 г.)
- 2016 г. – Никола Анастасов, български актьор и писател (* 1932 г.)

## Празници
- Имен ден на Емил и Емилия
- Ден на Асоциациата на държавите от Югоизточна Азия (АСЕАН) – Отбелязва се от 2005 г. във всяка от страните – членки на Асоциацията в Деня на нейното създаване (1967) по Решение на Постоянния комитет на АСЕАН от май 2004 г.
- Бутан – Ден на независимостта (1949 г., от Великобритания)
- Германия – Ден на мира в Аугсбург
- Ирак – Ден на мира
- Тайван и Китай –  Ден на бащата
- Танзания – Ден на земеделеца (Нане Нане)
- Украйна – Ден на свързочните войски
- Швеция – Ден на кралица Силвия и Ден на националния флаг